# Енергонезалежна пам'ять
Енергонезале́жна па́м'ять (англ. Non-volatile memory, nonvolatile memory, NVM або non-volatile storage) — це комп'ютерна пам'ять, яка може зберігати інформацію при відсутності живлення. Прикладами енергонезалежної пам’яті є ПЗП, флеш-пам'ять, більшість видів магнітних накопичувачів (наприклад, твердий диск, дискета або магнітна стрічка), оптичний диск, і такі давні комп’ютерні методи зберігання, як паперова стрічка і перфокарти.
Енергонезалежна пам’ять, як правило, використовується, як вторинна пам’ять, або для довгострокового постійного зберігання. Найбільш широко використовувана первинна пам'ять сьогодні — це ОЗП, а це означає, що коли комп’ютер вимикається, все, що міститься в пам'яті, втрачається. На жаль, більшість форм енергонезалежної пам’яті мають обмеження, які роблять їх непридатними для використання як основного сховища. Як правило, енергонезалежна пам’ять або більше коштує, або має повільніший доступ.
Ряд компаній працює над покращенням швидкодії та місткістю енергонезалежної пам’яті. Наприклад, IBM наразі розробляє магнітну пам’ять (MRAM). Така технологія може не лише зекономити енергію, але й забезпечити миттєве вмикання та вимикання комп’ютерів, минаючи повільний процес зупинки та запуску.
Щороку проводиться ряд конференцій, що спеціалізуються на енергонезалежній пам’яті. Одна з відоміших — Non-Volatile Memory Technology Symposium ( [Архівовано 9 серпня 2018 у Wayback Machine.]).
Енергонезалежну пам’ять можна категоризувати на електронно-адресовні системи постійних запам'ятовуючих пристроїв і механічно-адресовні системи, такі, як твердий диск, оптичний диск, магнітна стрічка, голографічна пам'ять тощо. Електронно-адресовні системи мають кращу швидкодію, а механічно-адресовні — дешевші.